# Wladlen Konstantinowitsch Trostjanski
Wladlen Konstantinowitsch Trostjanski (russisch Владлен Константинович Тростянский; * 26. Januar 1935 in Kiew; † 28. Juli 2014 ebenda) war ein sowjetischer Ringer. Er war Silbermedaillengewinner bei den Olympischen Sommerspielen 1964 in Tokio.

## Werdegang
Wladlen Trostjanski stammt aus der Ukraine. Dort begann er im Jugendalter mit dem Ringen und wurde nach ersten größeren Erfolgen zu „Spartak“ Kiew delegiert. In Kiew entwickelte er sich zu einem hervorragenden Ringer im griechisch-römischen Stil.
1960 vertrat er die Sowjetunion in einem Länderkampf in Kiew gegen die Bundesrepublik Deutschland und siegte dabei über Ewald Tauer aus München-Neuaubing nach Punkten. 1961 nahm er an einer Länderkampfreise der sowjetischen Ringernationalmannschaft in der BRD teil und besiegte in drei Kämpfen Fritz Stange aus Untertürkheim, Werner Fink aus Hombruch und Sylvester Schmid aus Hallbergmoos.
1961 wurde er erstmals sowjetischer Meister im Bantamgewicht vor Fischmann und Mnatschakian, die beide ebenfalls aus Kiew kamen. Im selben Jahr siegte er bei der sowjetischen Gewerkschafts-Spartakiade.
Zu seinem ersten Einsatz bei einer internationalen Meisterschaft kam er bei den Olympischen Spielen 1964 in Tokio. Er blieb dort im Bantamgewicht in fünf Kämpfen ohne Niederlage, kam auf vier Punktsiege und ein Unentschieden gegen den Tschechen Jiří Švec, was ihm die Möglichkeit gab, gegen den Japaner Masamitsu Ichiguchi um die Goldmedaille zu kämpfen. Diesen Kampf verlor er jedoch.
Seinen zweiten Start bei einer internationalen Meisterschaft absolvierte Vladlen bei der Weltmeisterschaft 1966 in Toledo/USA. Dort konnte er aber nicht überzeugen, da er nach zwei Siegen gegen schwächere Gegner gegen den Japaner Kōji Sakurama und den Türken Ünver Besergil unterlag und so nur auf den 5. Platz kam.
Zu weiteren Einsätzen kam Wladlen Trostjanski nicht mehr. Nach Beendigung seiner aktiven Laufbahn arbeitete er lange als Trainer in seiner Heimatstadt Kiew.

## Internationale Erfolge
(OS = Olympische Spiele, WM = Weltmeisterschaft, GR = griech.-röm. Stil, Ba = Bantamgewicht, Fe = Federgewicht, damals bis 57 kg bzw. 63 kg Körpergewicht)
- 1964, Silbermedaille, OS in Tokio, GR, Ba, mit Siegen über Bishambar Singh, Indien, Ion Cernea, Rumänien, Bernard Knitter, Polen und Ünver Besergil, Türkei und einem Unentschieden gegen Jiří Švec, CSSR;
- 1965, 2. Platz, „Iwan-Poddubny“-Turnier in Moskau, GR, Fe, hinter Juri Grigorjew und vor Sergei Agamow, beide UdSSR;
- 1966, 5. Platz, WM in Toledo/USA, GR, Ba, mit Siegen über Ibrahim El Sayed, Ägypten und Roland Miesch, Schweiz und Niederlagen gegen Ünver Besergil und Kōji Sakurama, Japan